# Du Fengyang
Du Fengyang , född 1847, död 1870, var en kinesisk soldat. 
Hon var dotter till Du Wenxiu, en av ledarna i panthayupproret mot Kinas kejsare, och tjänstgjorde som soldat först under sin far och sedan som befälhavare för en egen armé 1867-70, något mycket ovanligt för en kvinna, tills hon tillfångatogs av kejserliga armén och avrättades. 